# Santalum acuminatum
Santalum acuminatum – gatunek z rodziny sandałowcowatych. Zimozielone, półpasożytnicze drzewo występujące na suchych terenach w Australii. Owoce ma jadalne, stanowiące pożywienie Aborygenów. Współcześnie wykorzystywane także do wyrobu przetworów – z miąższu sporządza się dżemy, stanowią dodatek do ciast. Owoce wciąż są istotnym źródłem pożywienia w australijskim buszu, zwłaszcza, że obfitują w witaminę C. W niektórych obszarach (np. w Nowej Południowej Walii) gatunek jest uprawiany jako jedno z niewielu drzew owocowych odpornych na susze. Jadalne i pożywne są także nasiona zasobne w tłuszcze. Owoce po wysuszeniu mogą być przechowywane przez 8 lat. Gatunek uprawiany jest też jako drzewo cieniodajne i ozdobne.

## Morfologia
PokrójWysoki krzew lub małe drzewo osiągające do 6 m wysokości i od 2 do 4 m szerokości. Ma ciemnoszarą, szorstką korę.
LiścieNaprzeciwległe, zwisające. Szarozielone, lancetowate lub jajowate ze spiczastym wierzchołkiem. Blaszka liściowa osiągająca od 4,5 do 11,5 cm długości osadzona jest na krótkim ogonku długości 0,5–1 cm.
KwiatyKoloru zielonego lub kremowo-białego od zewnątrz oraz czerwonawo lub żółtawo-brązowe od wewnątrz. Mają 2–3 mm średnicy i pachną.
OwoceCzerwone lub żółte kuliste pestkowce, od 20 do 25 mm średnicy. 3-milimetrowa warstwa miąższu pokrywa pestkę, której twarda skorupa osłaniająca nasiono przypomina swoją strukturą korę mózgową.